# Tove Wisborg

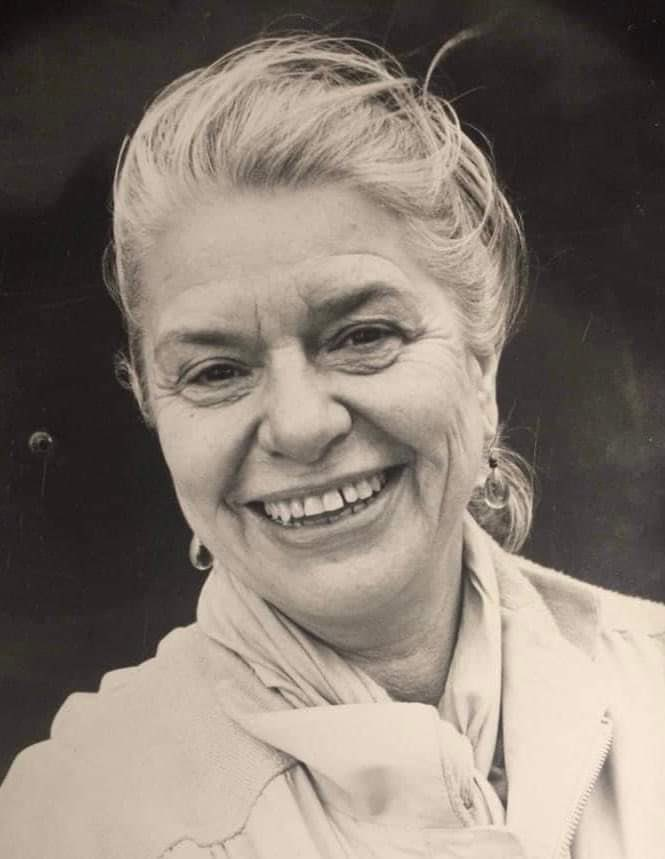
Tove Wisborg (1990)

Tove Wisborg, geborene Erichsen, (* 15. Dezember 1936 in Kopenhagen; † 23. April 1991 in Aarhus) war eine dänische Schauspielerin.

## Leben
Tove Wisborg wuchs in Kopenhagen auf. Nach ihrem Schulabschluss absolvierte sie von 1955 bis 1958 ihre Schauspielausbildung an der Schauspielschule des Aarhus Teater, wo sie auch ihr Bühnendebüt als Darstellerin hatte und anschließend bis zum Jahr 1974 dort als festes Ensemblemitglied engagiert war. Als Bühnendarstellerin wirkte sie in zahlreichen Theaterstücken, Musicals, Varieté-Shows und in Ballett-Aufführungen mit, so unter anderem auch am Königlichen Theater Kopenhagen, am Odense Teater oder am Theater Helsingør. Von 1958 bis 1989 wirkte sie als Schauspielerin vor der Kamera in mehr als 20 Film-und-Fernsehproduktionen mit.
Tove Wisborg war ab dem 21. März 1958 bis zu seinem Tod im Jahr 1978 mit dem Schauspieler Ole Wisborg verheiratet, mit dem sie eine Tochter hatte. Die Familie lebte in Aarhus. Wisborg starb im April 1991 im Alter von 54 Jahren. Ihre Grabstätte befindet sich auf dem Risskov-Kirkegard in Aarhus.

## Filmografie (Auswahl)
- 1958: Styrmand Karlsen
- 1963: Fräulein unberührt
- 1964: Tine
- 1968: Farvel Thomas
- 1968: Die Fledermaus
- 1976: Kassen stemmer
- 1982: Johan og Johanne
- 1982: Mille og Mikkel (10-teilige Miniserie)
- 1983: Rejseholdet (Fernsehserie, 1 Folge)
- 1989: Lykke Per (Fernsehserie, 3 Folgen)